# Nature (časopis)
 (srp. Priroda) je naučni časopis koji izlazi u Velikoj Britaniji od 1869. godine, a koji se smatra najcitiranijim od svih naučnih časopisa na svetu. Takođe se smatra jednim od retkih današnjih naučnih časopisa čije se teme bave izuzetno širokim poljem prirodnih nauka.
Iako je prvenstveno namenjen stručnjacima, odnosno naučnim istraživačima, sadržaji članaka su sastavljeni tako da budu dostupni široj javnosti. Osim stručnih članaka se u svakom broju objavljuje uvodnik, kao i prikaz vesti, recenzije knjiga i sl. Vrlo često su stručni članci toliko opsežni i detaljni da ne mogu ući u broj; tako se u svakom broju objavljuje sažeta verzija, a ostatak se može pročitati na veb stranici časopisa.
U ovom časopisu su se tokom njegovog dugog postojanja objavila pisma, odnosno stručni članci koja predstavljaju neke od najvažnijih stručnih radova u istoriji nauke.

## Literatura
- Barton, R. (1996). „Just Before Nature: The Purposes of Science and the Purposes of Popularization in Some English Popular Science Journals of the 1860s”. Annals of Science. 55 (1): 1—33. PMID 11619805. doi:10.1080/00033799800200101.
- Browne, J. (2002). Charles Darwin: The Power of Place. New York: Alfred A. Knopf, Inc. ISBN 978-0-691-11439-2.

## Spoljašnje veze
- Званични веб-сајт
- 1869
- [http://www.nature.com/authors/editorial_policies/peer_review.html
- [http://www.nature.com/authors/editorial_policies/index.html